# Lucca (provincie)
Lucca (afgekort: LU) is een van de tien provincies van de Italiaanse regio Toscane. De hoofdstad is de stad Lucca.
De provincie meet 1772 km² en telt 370.000 inwoners. Het noordelijk deel van de provincie ligt in de Apennijnen. Het zuidelijker deel, met de gelijknamige hoofdstad, is heuvelachtig, met uitzondering van de kuststrook (Versilia) in het zuidwesten, die vlak is.
In Versilia ligt op enkele kilometers van de Tyrreense Zee het eveneens bij toeristen geliefde Massaciuccolimeer.
De provincie grenst aan de Toscaanse provincies Pisa, Massa-Carrara, Pistoia en de provincies Modena en Reggio nell'Emilia, die behoren tot de regio Emilia-Romagna.

## Plaatsen
De belangrijkste plaatsen buiten de hoofdstad liggen vrijwel alle in Versilia: de populaire badplaats Viareggio, Torre del Lago aan het Massaciuccolimeer, Pietrasanta en Camaiore. Daarnaast is het in de bergen gelegen Castelnuovo di Garfagnana van enig belang, evenals Barga en Borgo a Mozzano.